# Erwin Báron
Erwin Báron (* um 1880 in Budapest, Österreich-Ungarn; † 26. Mai 1924 in Berlin) war ein österreichischer Schauspieler, Drehbuchautor, Filmregisseur, Filmproduzent und Plastiker.

## Leben
Über den Werdegang von Erwin Báron ist derzeit nur wenig bekannt. Als Schauspieler begann er bei Josef Jarno in Wien, Theaterauftritte in Berlin lassen sich ab 1901 nachweisen. Beim Film war er schon vor dem Ersten Weltkrieg tätig. Gemeinsam mit dem Kaufmann Julius Freudenberg gründete er im August 1919 die Erba-Film Erwin Báron & Co. OHG.
Im Nachruf in der österreichischen Zeitung Neue Freie Presse wurden auch seine Verdienste als Schöpfer von Porträtbüsten und Plaketten gewürdigt.

## Filme (Auswahl)

### Als Schauspieler
- 1917: Der Treubruch
- 1918: Gespenster
- 1919: Die geliebte Tote
- 1920: Die Teufelsanbeter
- 1920: Die Todeskarawane
- 1920: Auf den Trümmern des Paradieses
- 1921: Der Mord in der Greenstreet

### Als Filmregisseur
- 1913: Lorbeerbaum und Bettelstab
- 1913: Die Wittenberger Nachtigall
- 1915: Zwillingsbrüder
- 1918: Die Macht des Anderen
- 1918: Ohne Zeugen
- 1919: Der Fall Schermann
- 1919: Der Schriftmagier
- 1919: Der Ring des Unbekannten
- 1919: Die geliebte Tote (auch Produzent)
- 1921: Das Brandmal der Vergangenheit
- 1922: Der falsche Prinz

### Als Drehbuchautor
- 1917: Der Treubruch
- 1918: Die Macht des Anderen
- 1918: Ohne Zeugen
- 1920: Auf den Trümmern des Paradieses
- 1921: Junge Mama (Koautor)
- 1921: Der Mord in der Greenstreet (Koautor)